# Classe Implacable
La classe Implacable est une classe de porte-avions utilisée par la Royal Navy durant la seconde moitié de la Seconde Guerre mondiale. Sa conception est basée sur celle de la classe Illustrious.

## Conception
Les porte-avions de la classe Implacable sont construits 30 mois après ceux de la classe Illustrious. Leur conception est plus proche de celle du HMS Ark Royal, avec des cloisons de hangar rétrécies, ce qui permet une meilleure répartition du poids. Un hangar inférieur est aussi introduit dans les navires de la classe. La machinerie est composée de quatre blocs de propulsion, leur donnant une vitesse proche des navires de la classe Essex américaine. En adoptant une partie du pont comme parking permanent, ces navires embarqueront jusqu'à 81 avions lors de leur service dans la British Pacific Fleet entre 1944 et 1945. Ils utilisent le système de contrôle de tir anti-aérien Fuze Keeping Clock (en), grâce à quatre tourelles à grand angle directeur Mk V. Les 8 tourelles jumelées de 4,5 pouces (114,3 mm) utilisent elles aussi le contrôle à distance.

## Histoire
Les deux navires de la classes furent commencés en 1939, lancés en décembre 1942 et armés complètement en août et mai 1944. L'allongement de la durée de construction est due à la construction d'autres navires prioritaires. Après son achèvement, la classe aura une carrière assez courte.
L'Indefatigable est un navire relativement moderne lors de son premier appontage par un avion bimoteur, un de Havilland Mosquito. Il rejoindra ensuite la British Pacific Fleet, tout comme son sister-ship l'Implacable. Ils prendront aussi part à des raids contre le Tirpitz.
Après la fin de la Seconde Guerre mondiale, les deux navires seront utilisés comme navire-école avant d'être détruits en 1955 et 1956 après une décennie de service. Cette décision sera prise après les coûts importants générés par la reconstruction du HMS Victorious.

## Navires
| Nom               | Chantier                                       | Quille posée    | Lancement        | Service      | Sort                        |
| ----------------- | ---------------------------------------------- | --------------- | ---------------- | ------------ | --------------------------- |
| HMS Implacable    | Fairfield Shipbuilding and Engineering Company | 21 février 1939 | 10 décembre 1942 | 28 août 1944 | Démolition en 1955          |
| HMS Indefatigable | John Brown & Company                           | 3 novembre 1939 | 8 décembre 1942  | 3 mai 1944   | Démolition en novembre 1956 |